# Nine League FIDAF 2008
La Nine League FIDAF 2008 è stata la ventiduesima edizione del terzo livello del campionato italiano di football americano (seconda con la denominazione Nine League, sesta edizione a 9 giocatori); è stato organizzato dalla FIDAF.

## Regular season

### Classifica

#### Girone Nord
| Pos. | Squadra             | %V   | G | V | N | P | PF  | PS  |
| ---- | ------------------- | ---- | - | - | - | - | --- | --- |
| 1    | Daemons Cernusco    | .875 | 8 | 7 | 0 | 1 | 173 | 50  |
| 2    | Giganti Bolzano     | .750 | 8 | 6 | 0 | 2 | 244 | 83  |
| 3    | Panthers Parma      | .500 | 8 | 4 | 0 | 4 | 158 | 101 |
| 4    | Mastini Verona      | .375 | 8 | 3 | 0 | 5 | 145 | 136 |
| 5    | White Wings Bologna | .000 | 8 | 0 | 0 | 8 | 12  | 358 |

#### Girone Sud
| Pos. | Squadra         | %V    | G | V | N | P | PF  | PS  |
| ---- | --------------- | ----- | - | - | - | - | --- | --- |
| 1    | Dragons Salento | 1.000 | 4 | 4 | 0 | 0 | 158 | 0   |
| 2    | Achei Crotone   | .500  | 4 | 2 | 0 | 2 | 58  | 68  |
| 3    | Vipers Palermo  | .000  | 4 | 0 | 0 | 4 | 6   | 154 |

## Playoff
|  | Semifinali | Semifinali       | Semifinali |                 |    | I Arena Bowl | I Arena Bowl    | I Arena Bowl |  |
|  |            |                  |            |                 |    |              |                 |              |  |
|  |            |                  |            |                 |    | S1           | Dragons Salento | 0            |  |
|  |            |                  |            |                 |    | S1           | Dragons Salento | 0            |  |
|  |            |                  |            | Giganti Bolzano | 40 |              |                 |              |  |
|  | N1         | Daemons Cernusco | 10         | Giganti Bolzano | 40 |              |                 |              |  |
|  | N1         | Daemons Cernusco | 10         |                 |    |              |                 |              |  |
|  | N2         | Giganti Bolzano  | 25         |                 |    |              |                 |              |  |

### I Arena Bowl
Il I Arena Bowl si è disputato il 14 giugno 2008 allo Stadio Europa di Bolzano. L'incontro è stato vinto dai Giganti Bolzano sui Dragons Salento con il risultato di 40 a 0.

## Verdetti
- Giganti Bolzano vincitori dell'Arena Bowl.